# Eumorpha mirificatus
Eumorpha mirificatus is een vlinder uit de familie van de pijlstaarten (Sphingidae). De wetenschappelijke naam van de soort werd in 1874 gepubliceerd door Augustus Radcliffe Grote.